# Jüdischer Friedhof (Osterwick)

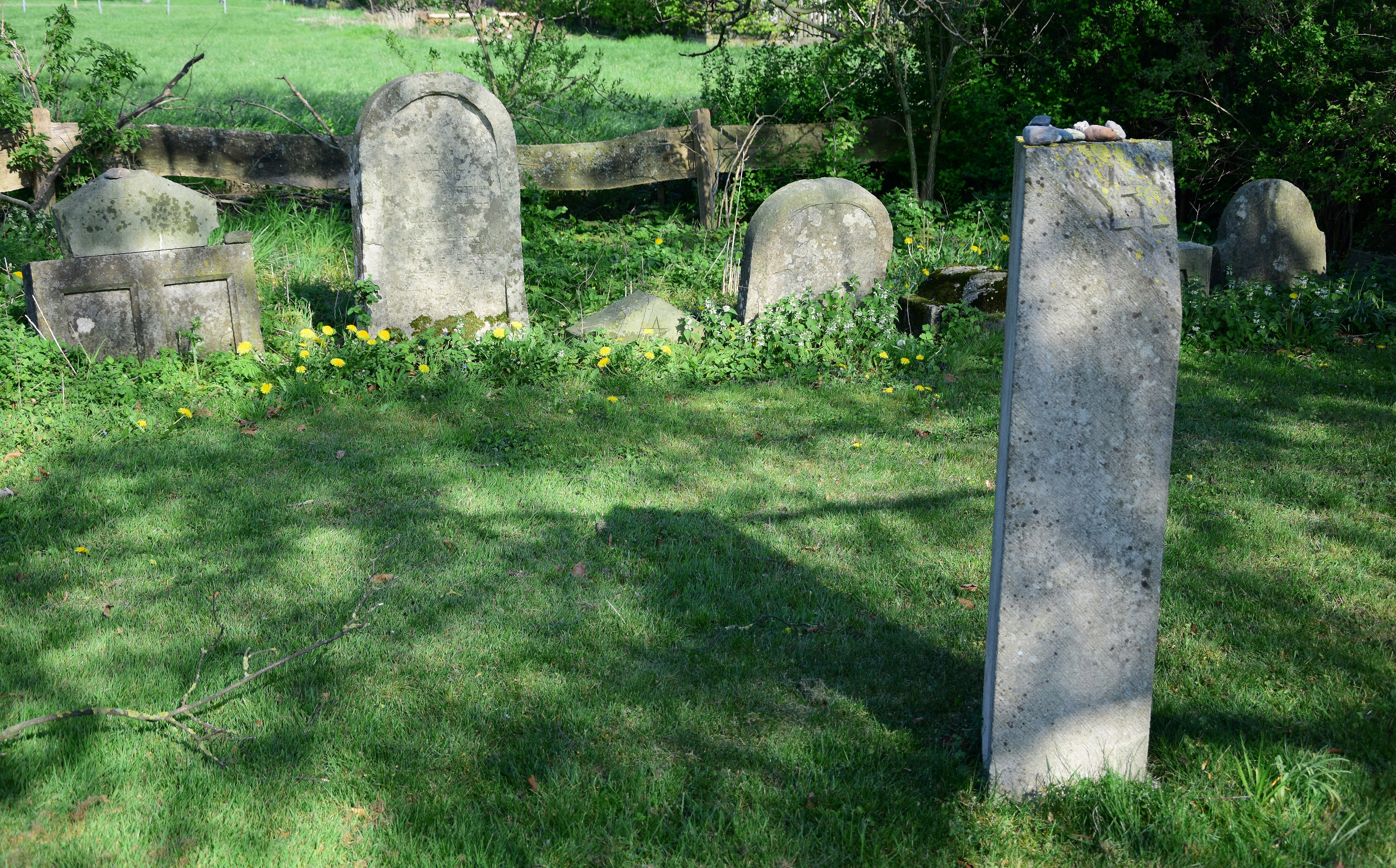
Der jüdische Friedhof in Osterwick

Der Jüdische Friedhof Osterwick befindet sich im Ortsteil Osterwick der Gemeinde Rosendahl im Kreis Coesfeld in Nordrhein-Westfalen. Als jüdischer Friedhof ist er ein Baudenkmal. 
Auf dem Friedhof, der von 1822 an belegt wurde, sind 12 Grabsteine erhalten. Er liegt in der Nähe der Schöppinger Straße (in Richtung Schöppingen, nach dem Ortsausgangschild erste Straße rechts).
Die wenigen noch vorhandenen Grabsteinfragmente wurden 1969 in einer Reihe aufgestellt.